# Johan Enberg
Johan Adolf Enberg, född 14 oktober 1876 i Toresunds församling, Södermanlands län, död 24 juni 1956 i Solna församling, Stockholms län, var en svensk socialdemokratisk kommunalpolitiker. 
Enberg, som var statarson och till yrket kopparslagare, innehade en lång rad förtroendeposter inom Solna landskommun som kommunalfullmäktiges ordförande 1919–1923 och kommunalnämndens ordförande 1923–1942. Han var tillförordnad kommunalborgmästare i Solna stad 1943, innan Frans Orbell året därpå blev ordinarie innehavare av denna befattning. Dessutom var han ordförande i fattigvårdsstyrelsen 1926–1934, och från 1917 fram till sin död även ledamot av kyrkorådet i Solna församling. Enberg har fått ge namn åt både en gata och ett torg i Huvudsta, (Västra skogen).